# Dalbergia kisantuensis
Dalbergia kisantuensis là một loài thực vật có hoa trong họ Đậu. Loài này được De Wild. & T.Durand miêu tả khoa học đầu tiên.